# Hugo Hatzler
Hugo Friedrich Xaver Hatzler (* 31. Juli 1872 in Passau; † 8. August 1955 in Dachau) war ein deutscher Maler des Jugendstils.

## Leben und Werk

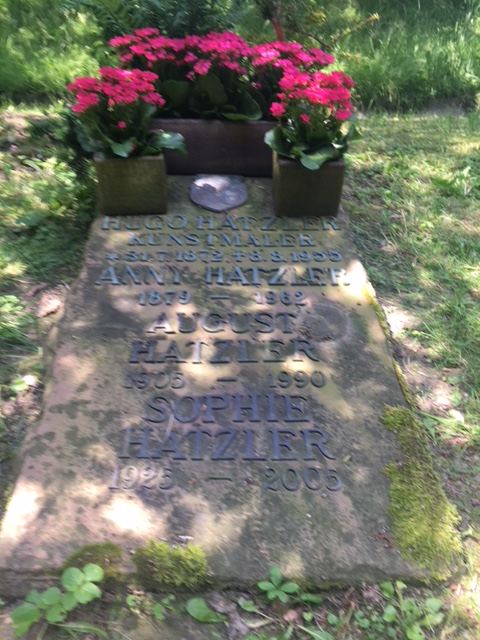
Grabstätte von Hugo Hatzler Waldfriedhof Dachau; ABT. VI, Nr. 035

Hugo Hatzler erblickte als Sohn des Generalarztes Hugo Balthasar Nikolaus Hatzler und seiner Ehefrau Karoline Friederike Luise Thekla Hatzler, geborene Kister, in Passau das Licht der Welt.
1903 heiratete er Anna Mäder, mit der er vier Kinder hatte.
Anfänglich studierte er Forstwissenschaften in Aschaffenburg, wo er Ludwig Thoma kennenlernte. Bald wandte sich Hugo Hatzler Malerei zu. An der Münchner Akademie studierte er  u. a. bei Heinrich von Zügel. Ab 1905 wählte er Dachau als seinen Wohn- und Schaffensort. In der Stadt an der Amper war er Schüler von Hans von Hayek, der seit 1900 in Dachau einer stark frequentierten Malschule als Lehrer vorstand.  Der Maler war Mitglied der Künstlervereinigung Dachau (KVD). Er war bekannt für seine Liebe zur Natur. Neben der Malerei pflegte er noch mit Erfolg  eine kleine Landwirtschaft. Der Künstler malte  überwiegend Landschaften (mit Motiven vom Schleißheimer Kanal, Augustenfeld sowie Dachauer Moor) und Tiere, vorzugsweise Pferde und Hunde.
Darüber hinaus war Hugo Hatzler ein hoch begabter Musiker und beherrschte fast alle Instrumente. Er spielte vollendet Klavier und blies das Waldhorn. Ebenso machte er sich einen Namen als erfolgreicher Hundezüchter von Irish-Setter. Als solcher war er ein gefragtes Mitglied des Preisrichterkollegiums bei in- und ausländischen Hundeausstellungen.
Der Künstler starb infolge eines Herzschlags 83-jährig am 8. August 1955 in Dachau.
In seiner Wahlheimat wurde eine Straße nach ihm benannt.

## Werke
- Herbststraße in Dachau
- Dachauer Moos
- Am alten Wehr in Dachau
- Winter in Augustenfeld
- Birken im Moor Öl/Leinwand
- Stehendes Pferd Öl/Leinwand
- Landschaft mit Flußauen Öl/Leinwand
- Landschaft Öl/Karton
- Amper bei Günding Öl/Pappe
- Amperlandschaft Öl/Leinwand
- Birken am Altwasserarm der Amper Öl/Pappe